# Hembryggeriet

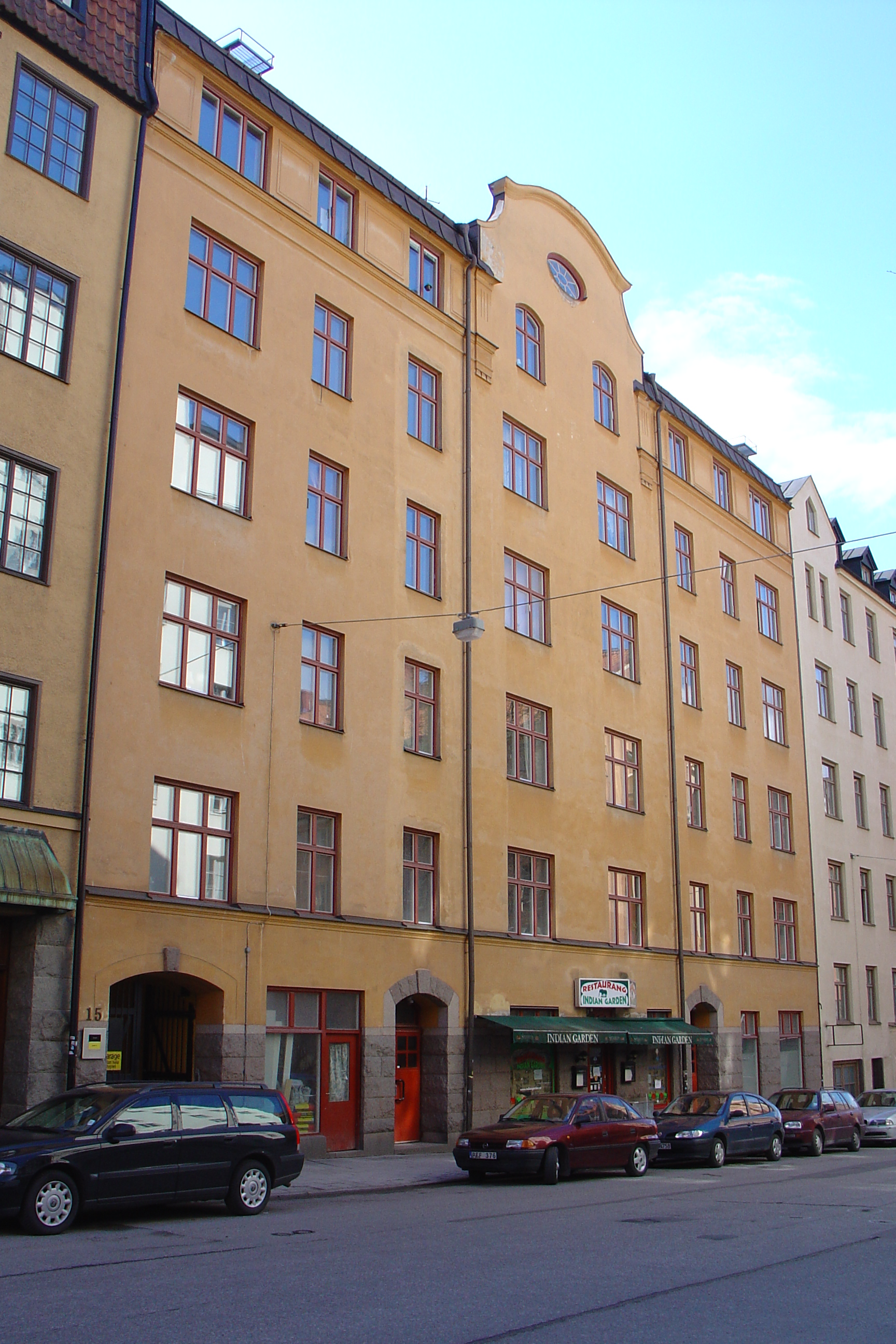
Heleneborgsgatan 15 på Södermalm, där Hembryggeriet låg fram till 1941. Bryggeriet bedrevs i fastighetens gårdshus.

Hembryggeriet var ett bryggeri som fram till 1941 bedrev sin verksamhet på Heleneborgsgatan 15 på Södermalm i Stockholm. Byggnaden, som uppfördes 1911, är idag ett flerfamiljshus och drivs som en bostadsrättsförening, Brf. Hembryggeriet.

## Historik

### Från svagdricka till öl klass II
Hembryggeriet grundades år 1900 av bryggaren Carl Oskar Bergström i en lokal på Krukmakargatan. De första åren tillverkades endast svagdricka och läskedrycker. På 1910-talet flyttades verksamheten till gårdshuset på Heleneborgsgatan 15 och bryggeriet bolagiserades 1916. 
Efter Carl Oskar Bergströms död övertogs chefskapet av sonen Oskar Adolf Bergström som då redan skött produktionen i flera år. På 1920-talet fick man tillstånd att tillverka maltdrycker klass II och bryggeriet byggdes om för detta ändamål. I och med ombyggnaden lyckades man fyrfaldiga bryggeriets kapacitet. Detta innebar dock att det blev så fullt med kar och maskiner att man på vissa ställen i lokalen inte kunde komma åt att göra rent väggarna. På 1930-talet byggde man en våning till ovanpå den gamla byggnaden och inrymde där en mineralvattenfabrik. Trots de båda utvidgningarna var bryggeriet i förhållande till sina konkurrenter mycket litet.

### Kris och nedläggning
Den kris bryggerinäringen drabbades av i början av andra världskriget slog hårt mot AB Hembryggeriet. Fortsatt drift blev omöjlig. Samtidigt avled Oskar Adolf Bergström och sonen Helge Oskar Bergström blev tvungen att sälja bolaget 1941. Köpare var AB Stockholms Bryggerier, men de använde sig av ett annat bolag som bulvan. I och med köpet (och den omedelbara nedläggningen) av Hembryggeriet fick Stockholms Bryggerier under ett drygt decennium monopol på öltillverkningen i Stockholm.

### Från bryggeri till läkemedelsbolag
Stockholms Bryggerier ansåg att lokalerna på Heleneborgsgatan var för små för ölframställning och ändrade verksamheten till läkemedelstillverkning. Sedan 1920-talet hade man nämligen drivit Stockholms Bryggeriers Centrallaboratorium, där kunskaperna gjorde att man 1931 knoppade av Kärnbolaget Aktiebolag Biokemisk Industri (senare namnändrat till Kabi 1951). Forskningen inriktades mot B- och C-vitaminer, det vill säga mot läkemedel. För att framställa C-vitamin ur nypon lärde man sig utföra avancerade torkningsmetoder, som under andra världskriget kom till nytta då man 1941 fick i uppdrag att torka blodplasma.
Efter kriget började man i stället med blodplasmafraktionering och kunde senare tillverka medel mot koagulationssjukdomar. Verksamheten flyttades på 1950-talet över till AB Stockholms Bryggeriers lokaler i Hornsberg (Stora Bryggeriets byggnader från 1891). Kabi var alltså något så unikt som ett läkemedelsbolag med sitt ursprung inom bryggerinäringen.

## Kuriosa
Länge var koffein en förbjuden ingrediens i läskedrycker i Sverige. Koffeinförbudet hävdes 1953 och essensfabriken Saturnus lanserade snabbt sin dryck Cuba Cola, som länge haft ryktet att vara Sveriges första coladryck. Flera bryggerier, bland andra Hembryggeriet, saluförde dock ”Kola-nuss Lemonade” redan kring år 1900. Denna var ”fabriceradt av kola-nötter” (kolanöt) och borde därför ha innehållit koffein. Uppenbarligen var detta en medveten efterapning av den under 1890-talet allt mer populära amerikanska läskedrycken Coca-Cola.